# Estadio Santo Domingo
El Estadio Municipal Santo Domingo es el estadio en el que disputa sus partidos como local la Agrupación Deportiva Alcorcón, que actualmente milita en la Segunda División de España. Su terreno de juego es de hierba natural y la capacidad de sus graderíos se sitúa en torno a los 5000 espectadores (todos sentados). El estadio fue inaugurado en 1999 con la visita del Real Madrid, con resultado de 0-0.
El estadio se encuentra situado en la Avenida de Esteban Márquez (expresidente del Alcorcón). A él, en transporte público, se puede llegar en:
Autobús: 
Línea urbana 2: Ondarreta-Prado Santo Domingo.
Líneas interurbanas: 
510 Alcorcón-Villaviciosa de Odón (El Bosque)
516: Madrid (Príncipe Pío)-Alcorcón (Universidad Rey Juan Carlos)
520: Alcorcón-Móstoles
Tren: En línea C-5 de Cercanías Madrid, siendo la estación de Las Retamas la más próxima al estadio.

## Planes de ampliación
En 2009, el Ayuntamiento de Alcorcón, para agradecer al club los éxitos que dio a la ciudad, aprobó la ampliación en 300 000 euros de la aportación del Consistorio a su presupuesto, así como las obras de remodelación del estadio para ampliar su capacidad de 2800 a 5880 espectadores en un periodo de dos años. En el mes de julio de 2014, el por aquel momento propietario del club Roland Duchâtelet y el Ayuntamiento de Alcorcón acordaron construir una nueva grada de hormigón para suplir la que estaba en pie desde el ascenso a Segunda División, supletoria e inestable. Esto hizo que el estadio alcanzase los 5100 asientos. Además, se añadieron equipamientos tales como bares, aseos y vestuarios para categorías inferiores junto al campo anexo, usado por el filial. El proyecto tuvo un coste de unos 6 millones de euros. La nueva grada de lateral se estrenó el 30 de agosto de 2014 en el partido contra el Girona C.F..

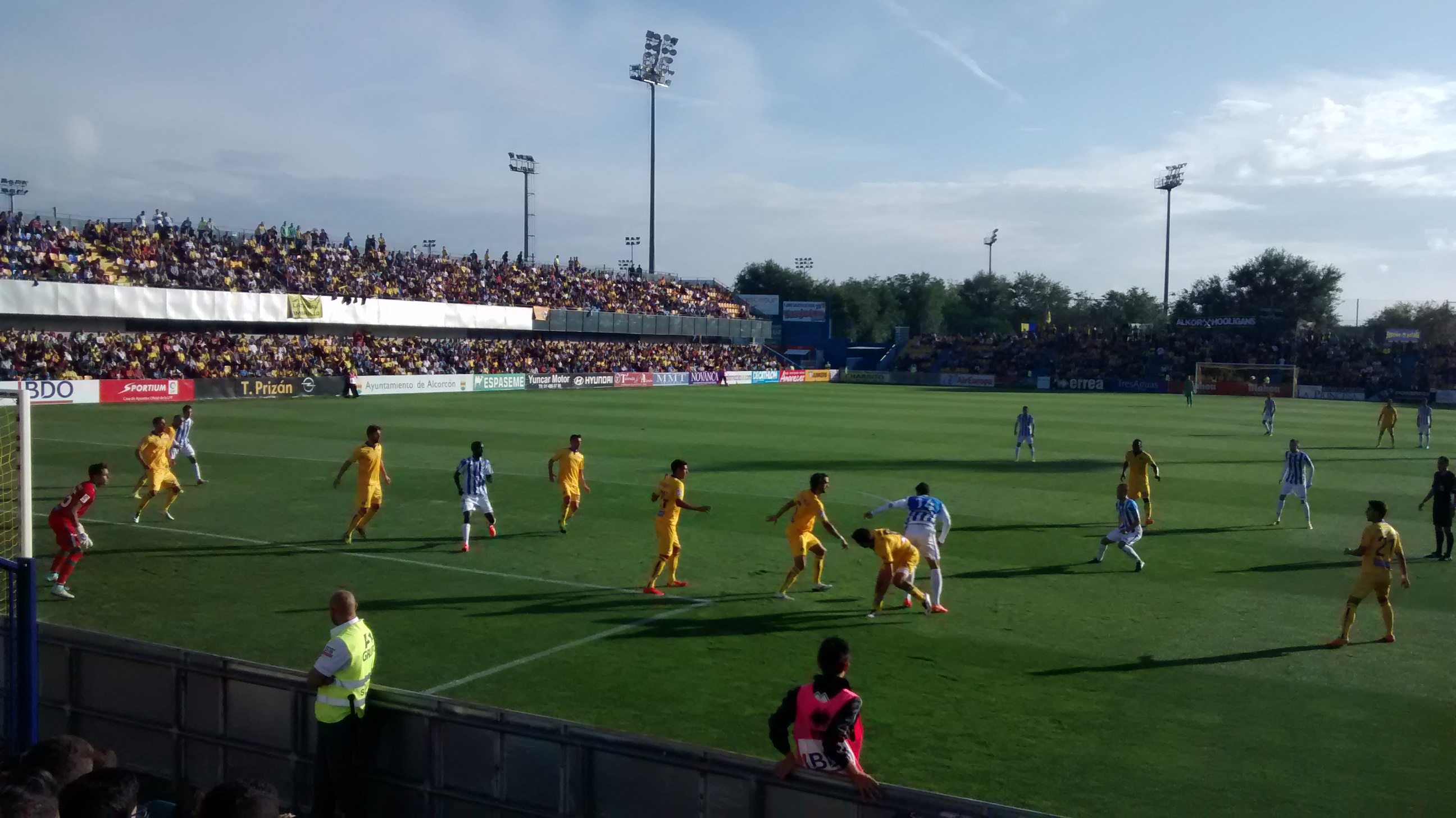
Partido contra el C. D. Leganés (1:0) de la temporada 2014/15

Está prevista una remodelación y ampliación del estadio para darle una mayor comodidad a los espectadores y alcanzar los 7900 asientos, además de techar todo el graderío. Esta medida se aprobó en 2010 gracias a la votación de los accionistas. Actualmente el proyecto está parado sine die por falta de acuerdo entre la directiva del equipo y la corporación municipal.

## Otros partidos
El Estadio de Santo Domingo albergó un partido amistoso de la Selección de fútbol sub-21 de España, frente al combinado de Rusia, el día 25 de marzo de 2013, siendo en ese momento el único encuentro internacional disputado en el feudo alfarero. El equipo español venció por 3 goles a 1.
El día 14 de noviembre de 2019 se disputó el partido entre las selecciones Sub-21 de España y Macedonia del Norte, dentro del grupo 6 de clasificación para la Eurocopa que se celebraría en Hungría y Eslovenia en 2021. El partido fue ganado por el combinado español por 3 a 0. El día 13 de octubre de 2020 se disputó en el feudo alcorconero otro partido entre las selecciones sub-21 de España y Kazajistán, dentro del grupo 6 de clasificación para la Eurocopa 2021. El resultado fue de 3 a 0 para el combinado español.
| Amistoso; 25 de marzo de 2013 | España                                 | 3:1 (1:0) | Rusia        |                                                              |                                                              |
|                               | Rodrigo 37' · Muniain 70' · Thiago 90' |           | Yakovlev 50' | Asistencia: 4.500 espectadores Árbitro(s): Capela (Portugal) | Asistencia: 4.500 espectadores Árbitro(s): Capela (Portugal) |

| Clasificación para la Eurocopa Sub-21; 14 de noviembre de 2019 | España                                       | 3:0 (1:0) | Macedonia del Norte |                                                                      |                                                                      |
|                                                                | Manu García 7' · Serafimov 47' · Pedrosa 87' |           |                     | Asistencia: 2.300 espectadores Árbitro(s): Kristoffersen (Dinamarca) | Asistencia: 2.300 espectadores Árbitro(s): Kristoffersen (Dinamarca) |

| Clasificación para la Eurocopa Sub-21; 13 de octubre de 2020 | España                                          | 3:0 (0:0) | Kazajistán |                                                           |                                                           |
|                                                              | Guillamón 65' · Dani Gómez 71' · Dani Gómez 85' |           |            | Asistencia: 0 espectadores Árbitro(s): Chinkov (Bulgaria) | Asistencia: 0 espectadores Árbitro(s): Chinkov (Bulgaria) |